# Кокуртлы
Кокуртлы (тат. кюкурт — сера) — останцовая магматическая (палеовулканическая) гора в Пятигорье, на Кавказских Минеральных Водах. Высота 406 м. Памятник природы.
Расположена на севере Пятигорья, в 2 км к северу от села Канглы. Представляет собой холм с пологими склонами и уплощённо-вогнутой вершиной. Сложена аргиллитами, глинами, мергелями и песчаниками палеогена, образующими купол, близкий по форме к очертаниям гор.
На северном склоне расположено Кумагорское месторождение тёплых сульфатных хлоридно-натриевых и углекисло-метано-азотных вод, самоизливающихся в виде источника.

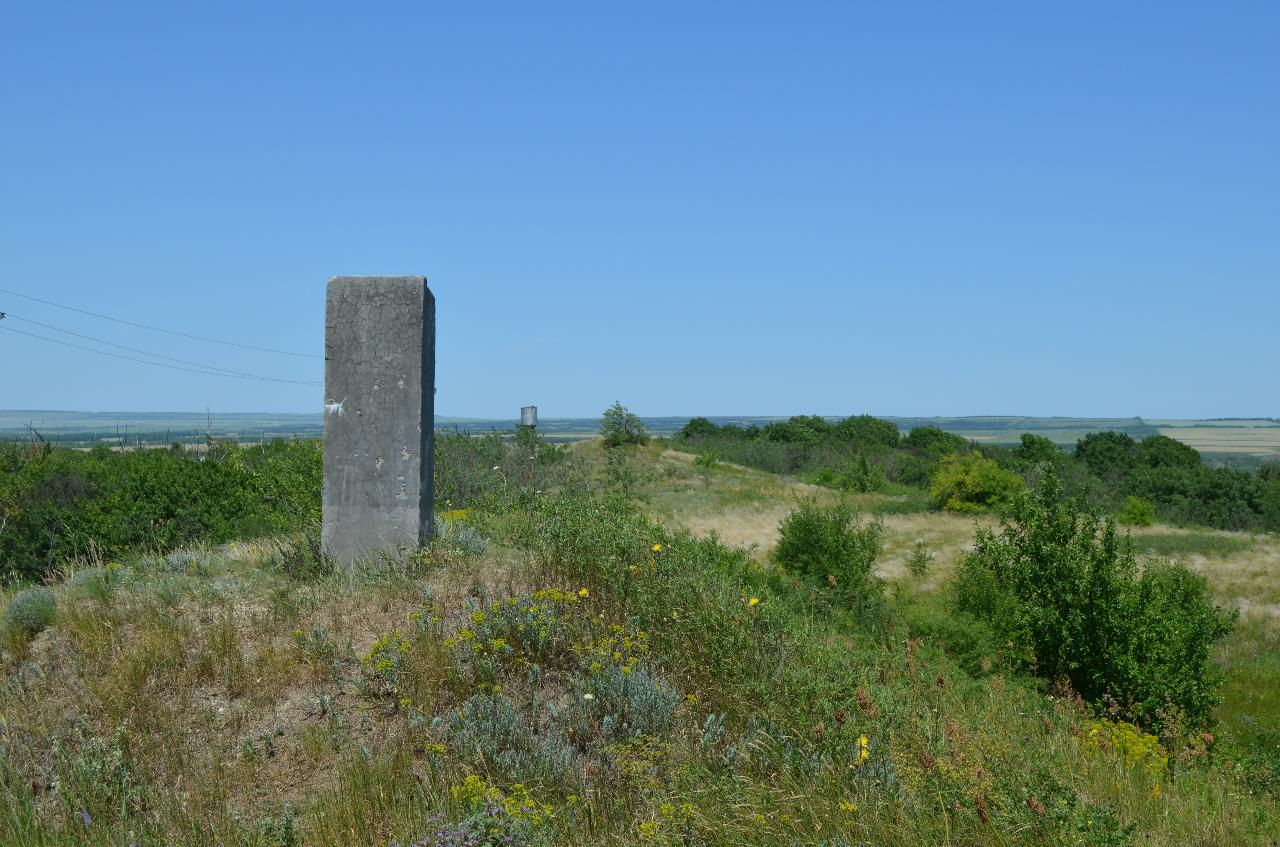
Вершина горы Кокуртлы

В южной части горы сохранился участок целинной разнотравно-злаковой типчаково-ковыльной степи с богатым разнотравьем. Имеются эндемики: наголоватка паутинистая, василёк восточный, астрагал короткоплодный. Много лекарственных растений.
Является краевым комплексным (ландшафтным) памятником природы (Постановление бюро Ставропольского краевого комитета КПСС и исполкома краевого Совета депутатов трудящихся от 15.09.1961 г. № 676 «О мерах по охране природы в крае»).
На северо-западном склоне расположен курортный посёлок Кумагорск.

## Ссылки

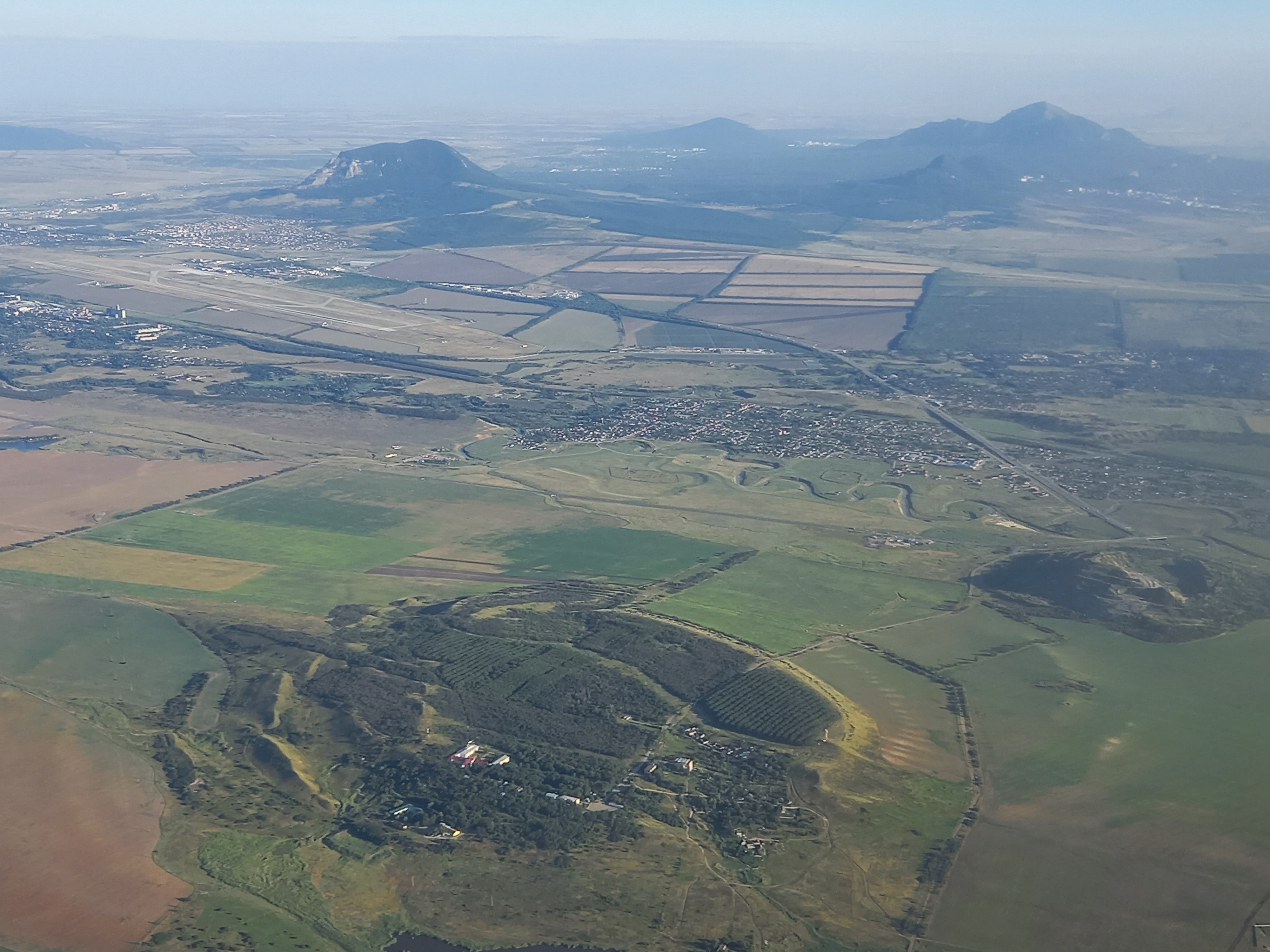
Гора Кокуртлы при взлете из аэропорта Минеральные воды